# آزمون لاسانی
آزمون لاسانی (انگلیسی: Lassaigne's test) یا آزمون گداخت سدیم(به انگلیسی: Sodium fusion test) یک آزمون شیمیایی برای تشخیص وجود نیتروژن، گوگرد و یا هالوژن‌ها در یک ترکیب آلی است. در این آزمون، ماده آلی با یک قرص سدیم در یک لوله شیشه ای گرم می‌شود. سپس لوله داغ در آب مقطر شکسته می‌شود و در نتیجه آن فراورده واکنش‌ها که نمک‌های معدنی هستند، در آب حل می‌شوند. 

### تشخیص وجود نیتروژن
کربن و نیتروژن موجود در ترکیب آلی در ترکیب با فلز سدیم به سدیم سیانیدمحلول در آب تبدیل می‌شود. با افزودن مقدار کافی آهن(II) سولفات، این ماده به سدیم فروسیانید تبدیل می‌شود. یون‌های آهن(III) تولید شده در طی فرایند با فروسیانید واکنش نشان می‌دهند و رسوب آبی پروس که ناشی از تشکیل فریک فروسیانید می‌باشد، به وجود می‌آید.
Na + C + N → NaCN
6NaCN + FeSO4 → Na4[Fe(CN)6] + Na2SO4
Na4[Fe(CN)6] + Fe3+ → Fe4[Fe(CN)6]3

### تشخیص وجود گوگرد
در صورت وجود گوگرد در ترکیب آلی، سدیم مذاب آن را به سدیم سولفید تبدیل می‌کند. یون‌های سولفید به راحتی با استفاده از سدیم نیتروپروساید شناسایی می‌شوند. رسوب حاصل، به رنگ بنفش می‌باشد.
Na + S → Na2S
Na2S + Na2[Fe(CN)5NO] → Na4[Fe(CN)5NOS]

### تشخیص وجود هالوژن‌ها
هالوژن ها در واکنش با فلز سدیم، سدیم هالید تشکیل می دهند. نمک هالید محلول در واکنش با نقره نیترات در محیط اسیدی به وسیله نیتریک اسید، ایجاد رسوب رنگی می کند.
در صورت وجود یون کلرید، رسوب سفید رنگ تشکیل می شود:
Na + Cl → NaCl
NaCl + AgNO3 → AgCl + NaNO3
در صورت وجود یون برمید، رسوب زرد کم رنگ تشکیل می شود:
Na + Br → NaBr
NaBr + AgNO3 → AgBr + NaNO3
در صورت وجود یون یدید، رسوب زرد رنگ تشکیل می شود:
Na + I → NaI
NaI + AgNO3 → AgI + NaNO3